# Мост через Амурскую протоку
Мост через Аму́рскую прото́ку — автодорожный мост в Хабаровском районе Хабаровского края. Мост был сдан в эксплуатацию 23 октября 2013 года.
Мост пересекает Амурскую протоку, соединяет материковую часть Хабаровского края с Большим Уссурийским островом. Общая длина сооружения 957 м. Построен на расстоянии трёхсот метров выше понтонного моста, который действовал на период летней навигации. Строительные работы начаты в сентябре 2011 года.

## Понтонный мост

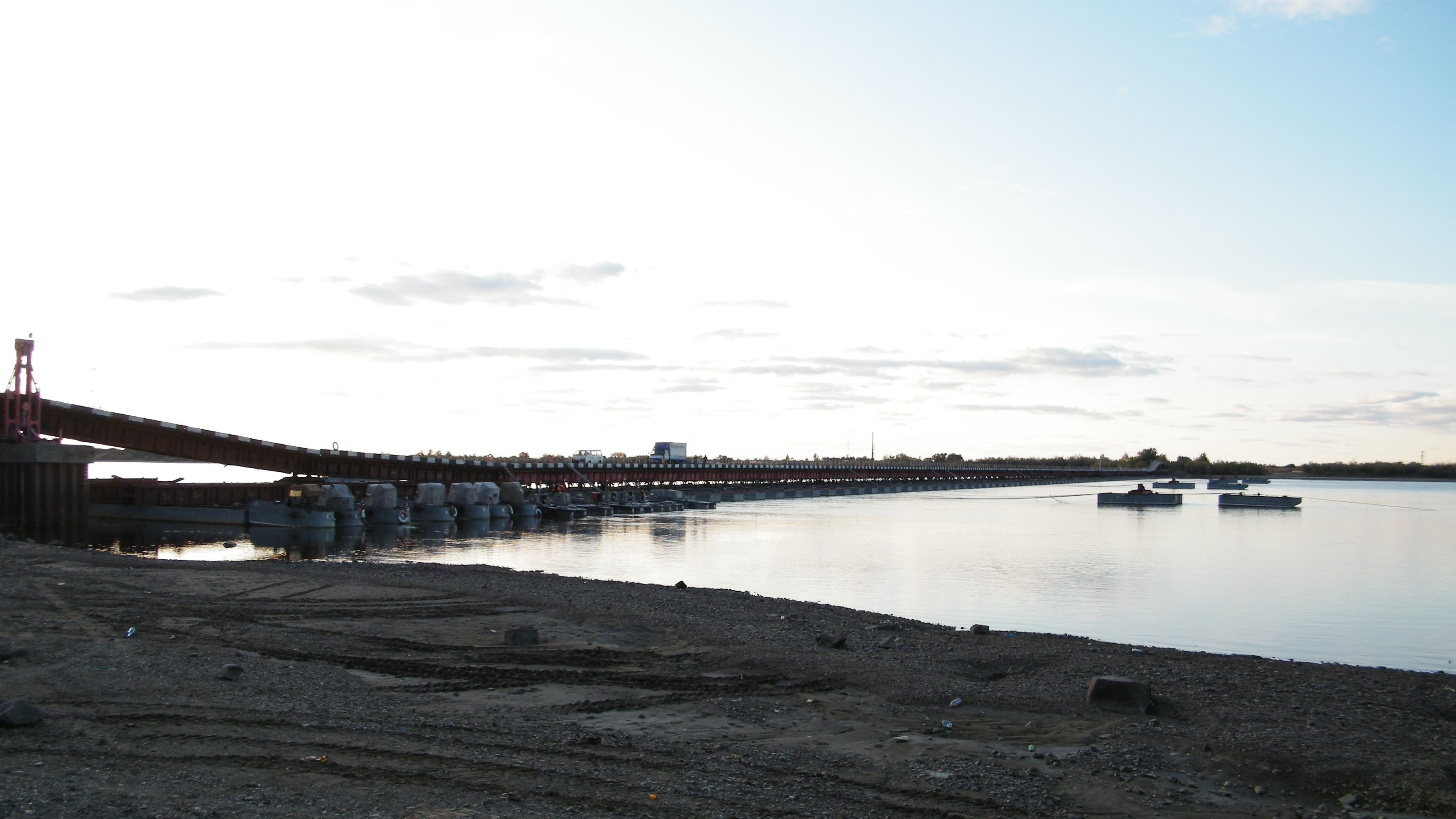
Понтонный мост у села Осиновая Речка, осень 2011 г.

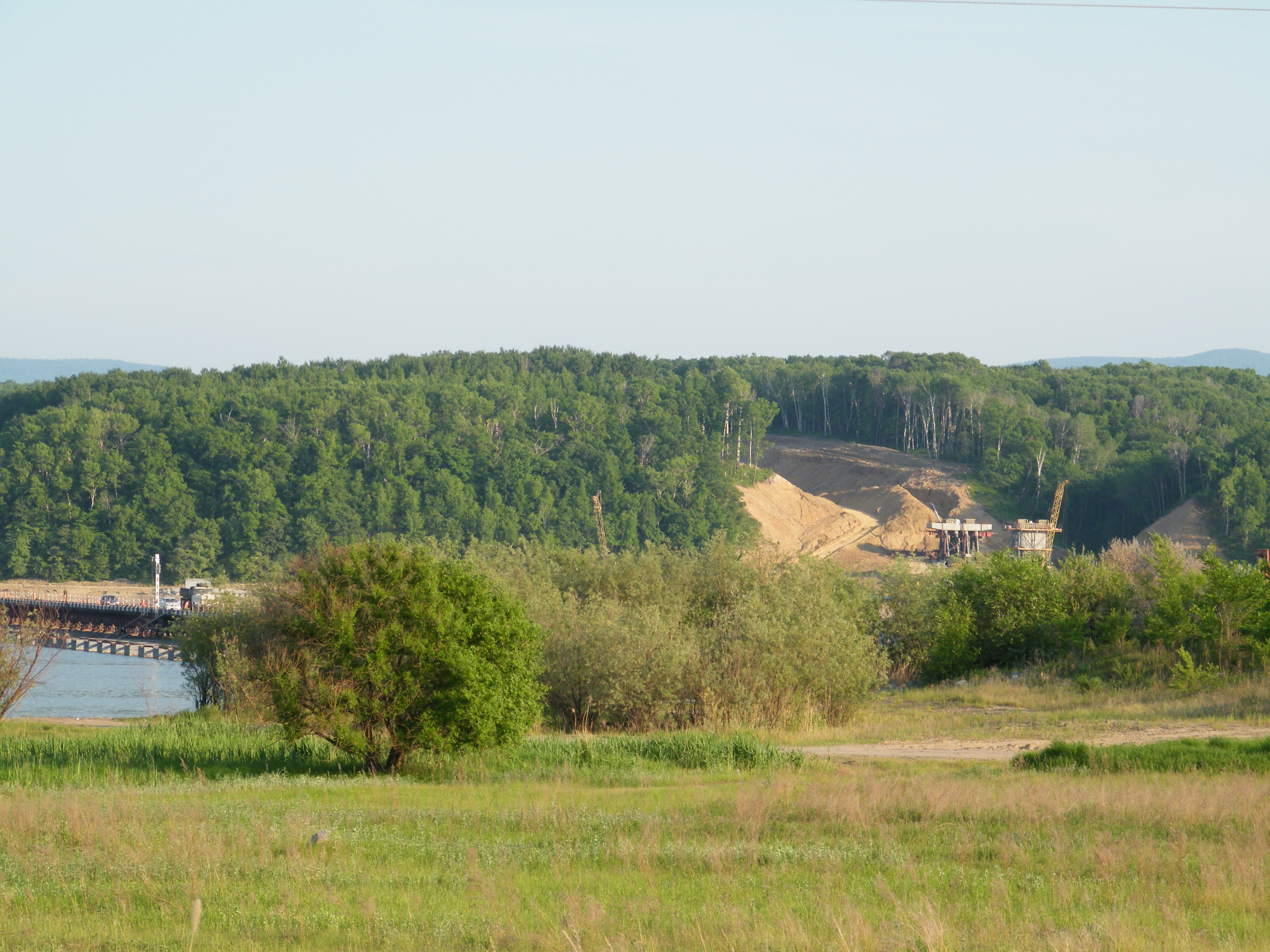
Слева — понтонный мост через Амурскую протоку, справа — строящийся капитальный переход, июнь 2012 года

До октября 2013 года Хабаровский край не имел постоянного автомобильного сообщения с Большим Уссурийским островом. На острове, расположенном рядом с Хабаровском, находится посёлок Уссурийский (относится к Индустриальному району Хабаровска), предприятия ремонтно-эксплуатационной базы Амурского речного пароходства, земельные угодья пригородных сельскохозяйственных предприятий, садовые участки горожан.
В тёплое время года для связи между материком и островом возводился понтонный мост. Зимой функционировала ледовая переправа. В периоды ледохода и ледостава попасть на Большой Уссурийский остров можно было только с помощью авиации. Во время осеннего ледостава и весеннего ледохода сообщение с пос. Уссурийский прерывалось, жители оказывались даже без медицинской помощи.
Понтонный мост через Амурскую протоку устанавливался ежегодно с 1975 года на период летней навигации (май — октябрь) подразделениями железнодорожных войск — 118-м отдельным понтонно-мостовым батальоном железнодорожных войск Восточного военного округа. Ежегодно в работах были заняты порядка 150 человек и около 30 единиц техники. Сооружение может быть собрано за четверо суток. Мост состоял из двух береговых, двух переходных и четырёх речных частей и наплавного парома — для того, чтобы можно было пропускать суда.
Длина понтонного моста составляла 748 метров. Он являлся крупнейшим среди наплавных автомобильных мостов в России.
Вес понтонного моста более 1,2 тысячи тонн. Пропускная способность — около 500 автомобилей в сутки. При необходимости по нему можно наладить полноценное железнодорожное сообщение с нагрузкой до 60 тонн.
При возникновении чрезвычайной ситуации воины Восточного военного округа наведут два понтонных моста (через Амур и Амурскую протоку), обеспечат железнодорожное и автомобильное сообщение между станцией Приамурская и станцией Красная Речка (Индустриальный район Хабаровска) через Владимировку (ЕАО) и Большой Уссурийский остров.

## Значение капитального моста
Новый автодорожный мост должен был стать основной транспортной артерией, соединившей Хабаровский край с китайской провинцией Хэйлунцзян, не зависящей от времени года и погодных условий. До введения моста в строй сообщение с Китаем велось через таможенные пункты пропуска «Покровка — Жаохэ» в Бикинском районе, пассажирские и грузовые водные перевозки на линии Хабаровск — Фуюань. Город Хабаровск пока не получил постоянное сообщение с посёлком Уссурийский, так как по острову нет дорог.
Проект «Комплексного развития острова Большой Уссурийский на 2010—2016 годы», в рамках которого велось строительство моста, предусматривало создание в регионе туристско-рекреационного комплекса международного значения.
Активное строительство на острове началось после демаркации российско-китайской границы, когда остров Тарабаров и западная часть Большого Уссурийского острова отошли к Китаю. Так по спутниковым фотографиям Google Планета Земля на Большом Уссурийском острове на китайской части построены: парк водно-болотных угодий (2012), скоростная автомагистраль (2013), пагода «Восточный полюс» (2015), мосты через протоку Прямая (разделяет Тарабаров и Большой Уссурийский) и через протоку Казакевичева (разделяет Большой Уссурийский остров и материковый Китай). Строится Ботанический парк.

## Хронология строительства капитального моста
- 18 октября 2011 года состоялась торжественная закладка капитального моста через Амурскую протоку. Губернатор Хабаровского края Вячеслав Шпорт заложил капсулу в основание будущего моста через Амурскую протоку. Железобетонный двухполосный автомобильный мост планируется сдать в эксплуатацию в 2013 году, с дальнейшим освоением левобережной части пригородной и городской территории. Высота пролётов над уровнем воды составит 13 метров.[10][11]
- Сентябрь 2012 года. Полностью возведены две береговые и две промежуточные опоры (№ 1, 2, 9, 10). Закончены работы по строительству правобережного подхода к мосту длиной 1 283 м. Под все 10 опор моста установлены буронабивные столбы (200 штук). Сооружен ростверк русловых опор № 3, 7, 8. Ведутся работы по устройству и подготовке к бетонированию ростверка русловых опор № 4, 5, 6[12].
- Январь 2013 года. Установлена первая часть пролётного строения длиной 42,5 м. Завершается строительство двух последних мостовых опор. Ведутся работы по устройству подходов к автодорожному мосту[13].
- В сентябре 2013 года установлен последний (правобережный) пролёт.
- 20 октября 2013 года в день празднования 75-летия Хабаровского края открыто рабочее движение, отделочные работы продолжаются.
- 23 октября 2013 года мост был сдан в эксплуатацию.

|                                              |                |               |                |                                                       |                                                 |
| Начало работ на левом берегу, июнь 2012 года | Март 2013 года | Май 2013 года | Июнь 2013 года | Китайский вантовый мост на Большой Уссурийский остров | Китайское здание на Большом Уссурийском острове |